# Rhino (JavaScript-Engine)
Rhino ist eine quelloffene JavaScript-Engine. Sie ist vollständig in Java geschrieben und wird vom Mozilla-Projekt entwickelt. Das Rhino-Projekt wurde 1997 von Netscape als Teil eines geplanten, komplett in Java geschriebenen Nachfolgers des alten Netscape-Browsers ins Leben gerufen. 1998 wurde der Quelltext an das Mozilla-Projekt übergeben und geöffnet.
Das Projekt ist nach dem auf der Titelseite eines JavaScript-Buches aus dem O’Reilly Verlag abgebildeten Nashorn benannt.

## Funktionsumfang
Rhino kann JavaScript-Code sowohl in Java-Bytecode kompilieren als auch zur Laufzeit interpretieren. Die Einbindung in die Java-Welt ist gut gelungen, so dass sich Rhino ebenso eingebettet als Scripting-Engine als auch als eigenständige Programmiersprache für die Java-VM eignet. Ein einfacher Debugger ist im Download enthalten.
Seit März 2008 implementiert Rhino JavaScript der Version 1.7 vollständig; auch ECMAScript for XML, eine Erweiterung von ECMAScript, die XML als nativen Datentyp erlaubt, ist im Lieferumfang enthalten.

## Verwandte Programmiersprachen
- BeanShell, eine dynamische Skriptsprache für die Java-VM, die es erlaubt, nahezu unveränderten Java-Code durch einen Interpreter auszuführen
- Java Command Language (JACL), ein in Java geschriebener Tcl-Interpreter
- JRuby, eine Implementierung der Programmiersprache Ruby für die Java-Laufzeitumgebung
- Jython (früher: JPython), eine reine Java-Implementierung der Programmiersprache Python, die die Ausführung von Python-Programmen auf jeder Java-Plattform ermöglicht
- Groovy, eine dynamisch typisierte Programmiersprache und Skriptsprache für die Java Virtual Machine